# (1551) Argelander
(1551) Argelander és un asteroide que forma part del cinturó d'asteroides i va ser descobert per Yrjö Väisälä el 24 de febrer de 1938 des de l'observatori d'Iso-Heikkilä, Finlàndia.
Argelander es va designar al principi com 1938 DC1. Més endavant va ser anomenat en honor de l'astrònom alemany Friedrich Argelander (1799-1875).
Argelander està situat a una distància mitjana del Sol de 2,394 ua, i pot acostar-se fins a 2,236 ua. La seva inclinació orbital és 3,763° i l'excentricitat 0,0662. Empra 1.353 dies a completar una òrbita al voltant del Sol.